# Сан-Дзено-ді-Монтанья
Сан-Дзено-ді-Монтанья (італ. San Zeno di Montagna, вен. San Zeno de Montagna) — муніципалітет в Італії, у регіоні Венето,  провінція Верона.
Сан-Дзено-ді-Монтанья розташований на відстані близько 440 км на північ від Рима, 130 км на захід від Венеції, 30 км на північний захід від Верони.
Населення — 1356 осіб (2014).
Щорічний фестиваль відбувається 21 травня. Покровитель — святий Зенон.

## Демографія
Населення за роками:

Станом на 1 січня 2023 року в муніципалітеті офіційно проживали 174 іноземці з 32 країн, серед них 83 громадяни країн Євросоюзу та 8 громадян України.

## Сусідні муніципалітети
- Бренцоне
- Каприно-Веронезе
- Костермано
- Феррара-ді-Монте-Бальдо
- Торрі-дель-Бенако